# Exomalopsis lissotera
Exomalopsis lissotera är en biart som beskrevs av Jesus Santiago Moure 1943. Exomalopsis lissotera ingår i släktet Exomalopsis och familjen långtungebin. Inga underarter finns listade i Catalogue of Life.